# Virginie Efira
Virginie Efira, född 5 maj 1977 i Schaerbeek, Bryssel, är en belgisk/fransk skådespelerska.

## Utmärkelser
Efira har bland annat vunnit Césarpriset för bästa kvinnliga huvudroll 2023 för Minnas Paris.

## Roller i urval
- 2007–2008 – Nouvelle Star (TV-serie) (programledare)
- 2011 – En bohem i Paris
- 2015 – Päron och lavendel
- 2016 – Elle
- 2017 – Ring min agent! (TV-serie) (1 avsnitt)
- 2020 – Farväl fårskallar
- 2022 – Andra människors barn
- 2022 – Minnas Paris
- 2023 – Tout va bien (TV-serie) (8 avsnitt)